# گابروواتس
گابروواتس (به صربی: Gabrovac) یک منطقهٔ مسکونی در صربستان است که در نیش واقع شده‌است.